# Pieter Claesz Soutman
Pieter Claesz Soutman ou Pierre Soutman (vers 1580 - †1657) est un peintre, graveur et éditeur du siècle d'or néerlandais né et mort à Haarlem dans les Pays-Bas. Il est élève de Pierre Paul Rubens dans les années 1620 dans son atelier. En 1624, il entre au service du roi de Pologne Sigismond III de Pologne. Il épouse Gondela Frans le 21 avril 1630.
Pieter Claesz Soutman est connu pour ses portraits tel que le Frans de Lies Van Wissen et Paulus van Beresteyn et son épouse Catherina Both van der eem et également pour ses scènes mythologiques, telles que Laocoon et ses fils mordus par des serpents. Il meurt le 16 août 1657 à Haarlem et est enterré à l'église de Saint-Bavon.

## Œuvres
- Portrait présumé d'un vice-amiral de la flotte Hollandaise, vers 1640-1650, Musée des Beaux-Arts et d'Archéologie Joseph-Déchelette, Roanne
- Beaux-Arts de Paris :
  - Enlèvement de Proserpine[4], pierre noire, quelques traits de sanguine, plume, encre brune, lavis brun et d'encre de Chine, rehauts de blanc sur papier beige, H. 0,184 ; L. 0,312 m. Ce dessin est une étude préparatoire pour une eau-forte d'après une composition de Rubens, L'Enlèvement de Prosperpine (1614-1615, Musée du Petit Palais, Paris). Soutman grava la composition en sens inverse (British Museum, Londres), et apposa une légende tirée en partie du texte de Claudien, qui rend compte du désespoir de Proserpine[5].
  - Portrait de Maximilien III, archiduc d'Autriche[6], pierre noire, plume, encre brune et lavis d'encre de Chine, H. 0,336 ; L. 0,244 m. Soutman est à l'origine de plusieurs gravures consacrées aux membres de la famille d'Autriche vers 1650. Il s'est inspiré d'un tableau de Rubens aujourd'hui perdu. Il réalise les dessins préparatoires et fait appel à des collaborateurs pour les graver. Le portrait de Maximilien III fut gravé par Jonas Suyderhoef[7].